# Hesperocosa unica
Genre
Espèce
Synonymes
- Schizocosa unica Gertsch & Wallace, 1935

Hesperocosa unica, unique représentant du genre Hesperocosa, est une espèce d'araignées aranéomorphes de la famille des Lycosidae.

## Distribution
Cette espèce est endémique des États-Unis. Elle se rencontre au Nouveau-Mexique et au Texas.

## Description
Le mâle holotype mesure 4,00 mm et la femelle paratype 5,90 mm.

## Publications originales
- Gertsch & Wallace, 1935 : Further notes on American Lycosidae. American Museum novitates, no 794, p. 1-22 (texte intégral).
- Gertsch & Wallace, 1937 : New American Lycosidae with notes on other species. American Museum novitates, no 919, p. 1-22 (texte intégral).